# Ray Parlour
Raymond "Ray" Parlour (Londres, Inglaterra, 7 de marzo de 1973) es un exfutbolista inglés que se desempeñaba como centrocampista. Durante su etapa en el Arsenal FC, fue apodado "El Pelé de Romford".
El 21 de junio de 2012 el Wembley FC fichó a Parlour, junto con otras estrellas retiradas del fútbol, para disputar la FA Cup 2012-13.

## Clubes
| Club             | País       | Año         | Partidos | Goles |
| Arsenal FC       | Inglaterra | 1992 - 2004 | 466      | 32    |
| Middlesbrough FC | Inglaterra | 2004 - 2007 | 60       | 0     |
| Hull City AFC    | Inglaterra | 2007        | 15       | 0     |
| Wembley FC       | Inglaterra | 2012        | 1        | 1     |

## Palmarés
Arsenal Football Club
- FA Premier League: 1997-98, 2001-02, 2003-04
- FA Cup: 1993, 1998, 2002, 2003
- Copa de la Liga de Inglaterra: 1993
- FA Community Shield: 1998, 1999, 2002
- Recopa de Europa: 1994